# Владикіно (Московська область)
Владикіно — село у складі міського поселення Клин Клинського району Московської області Російської Федерації.

## Розташування
Село Вдадикіно входить до складу міського поселення Клин. Найближчі населені пункти, Титково.

## Населення
Станом на 2010 рік у селі проживало 13 людей